# John Fantham
John Fantham (Sheffield, 6 febbraio 1939 – Sheffield, 25 giugno 2014) è stato un calciatore inglese, di ruolo attaccante.

## Caratteristiche tecniche
Giocava come centravanti.

## Carriera

### Club
Nella stagione 1957-1958 esordisce nella massima serie inglese con la maglia dello Sheffield Wednesday, disputandovi 7 partite all'età di 17 anni; a fine anno i biancazzurri retrocedono in Second Division (la seconda serie inglese). L'anno seguente diventa titolare fisso della squadra, con cui segna 12 reti in 33 incontri, contribuendo così alla vittoria del campionato. Dopo una sola stagione di seconda serie torna quindi a giocare in First Division nella stagione 1959-1960, durante la quale va a segno 17 volte in 42 partite contribuendo al raggiungimento del quinto posto finale per la sua squadra. Nella stagione 1960-1961 lo Sheffield Wednesday si piazza al secondo posto in classifica, e Fantham segna 20 gol in 39 partite. Nella stagione 1961-1962 gioca inoltre 5 partite in Coppa delle Fiere, segnandovi 5 reti; va inoltre a segno 19 volte in 42 partite in campionato, competizione nella quale la sua squadra ottiene un sesto posto. Fantham segna in doppia cifra anche nella stagione 1962-1963 (32 presenze e 10 gol) e nella stagione 1963-1964 (19 presenze e 12 gol), nella quale gioca inoltre la sua sesta (ed ultima) partita in carriera in Coppa delle Fiere. Nella stagione 1964-1965 segna 19 reti in 41 incontri disputati, per poi ripetersi nella stagione 1965-1966, che conclude con 13 reti in 37 presenze nella massima serie inglese: in questa stagione gioca (e perde) anche la finale di FA Cup; va poi in doppia cifra per un'ultima stagione in carriera, la 1966-1967.
Nella stagione 1967-1968 dopo un ottimo inizio di stagione (primo posto in classifica solitario dalla seconda alla quinta giornata e poi anche alla decima giornata) lo Sheffield Wednesday termina il campionato al diciannovesimo posto in classifica, con 2 punti di vantaggio sulla zona retrocessione; Fantham va a segno per 9 volte in complessive 32 presenze, mentre l'anno seguente realizza 4 reti in 29 presenze. Rimane agli Owls anche nella stagione 1969-1970, nella quale la squadra di Sheffield termina il campionato all'ultimo posto in classifica, con Fantham che disputa solamente 6 incontri senza mai segnare. A fine anno lascia dopo tredici stagioni consecutive (dodici delle quali in First Division) lo Sheffield Wednesday, con cui oltre a 147 reti in 388 incontri in campionato (di cui 135 reti e 355 presenze in massima serie) ha segnato anche 5 reti in 6 presenze in Coppa delle Fiere, 11 reti in 35 presenze in FA Cup e 4 reti in 6 presenze in Coppa di Lega, per complessive 167 reti in 435 partite con gli Owls.
Grazie a questi numeri è il miglior marcatore del club dal secondo dopoguerra in poi, oltre che il secondo miglior marcatore in assoluto dietro ad Andrew Wilson.
Ha chiuso la carriera nel 1972 dopo aver giocato per tre anni nelle serie minori (due nel Rotherham United ed uno nel Macclesfield Town)

#### Nazionale
Nel 1961 ha giocato nella Nazionale Under-23.
Ha giocato la sua prima ed unica partita in Nazionale il 28 settembre 1961, quando è sceso in campo in un incontro di qualificazione ai Mondiali del 1962 contro il Lussemburgo.

## Palmarès

### Giocatore

#### Competizioni nazionali
- Second Division: 1

Sheffield Wednesday: 1958-1959